# Сенат Польщі

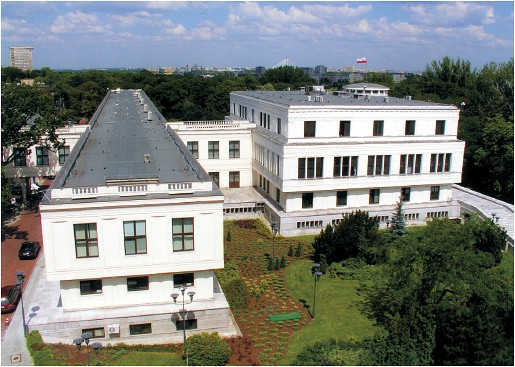
Будівля Сенату Республіки Польща

Сенат Республіки Польща (пол. Senat Rzeczypospolitej Polskiej) — верхня палата польського парламенту (нижня палата — Сейм). Складається зі 100 сенаторів, які обираються на 4 роки на прямих виборах в одномандатних округах.

## Повноваження
Відповідно до ст. 10, п. 2, і ст. 95 Конституції Польщі від 2 квітня 1997 року, Сенат і Сейм здійснюють законодавчу владу. Сенат складається зі 100 сенаторів, які обираються на чотири роки на загальних виборах. Разом з Сеймом, Президентом Польщі, Радою міністрів і всіма громадянами Польщі, Сенат має право виступати із законодавчими ініціативами.
За необхідності Сенат та Сейм можуть проводити засідання разом.
Сенат має право ветувати будь-який законопроєкт, прийнятий у Сеймі, проте Сейм може подолати вето Сенату при ухваленні законопроєкту абсолютною більшістю голосів. Сенат має право протягом 30 днів розглянути будь-який законопроєкт прийнятий Сеймом, 14 днів якщо законопроєкт вважається терміновим. На розгляд бюджету Сенату дається 20 днів. На розгляд змін до конституції дається 60 днів.
Тільки Сенат може дати Президенту дозвіл на оголошення всенародного референдуму. Сенат також уповноважений розглядати будь-які доповіді, представлені уповноваженим по захисту прав громадян та Національною радою з телерадіомовлення.
На відміну від Сейму, Сенат не грає важливої ролі в забезпеченні контролю за виконавчою владою. Сенат в даний час призначає одного члена Національної ради з телерадіомовлення, двох членів Ради Інституту національної пам'яті, трьох членів Ради грошової політики Національного банку та двох своїх сенаторів у Національну суддівську колегію. Маршал Сенату і будь-які 30 сенаторів можуть звернутися в Конституційний суд з проханням перевірити будь-який закон або міжнародний договір.
Після прийняття Лісабонського договору, Сенат також має право повідомляти про проблеми впровадження європейського законодавства в Польщі центральні органи виконавчої влади Європейського Союзу.

## Історія

### Королівство Польське

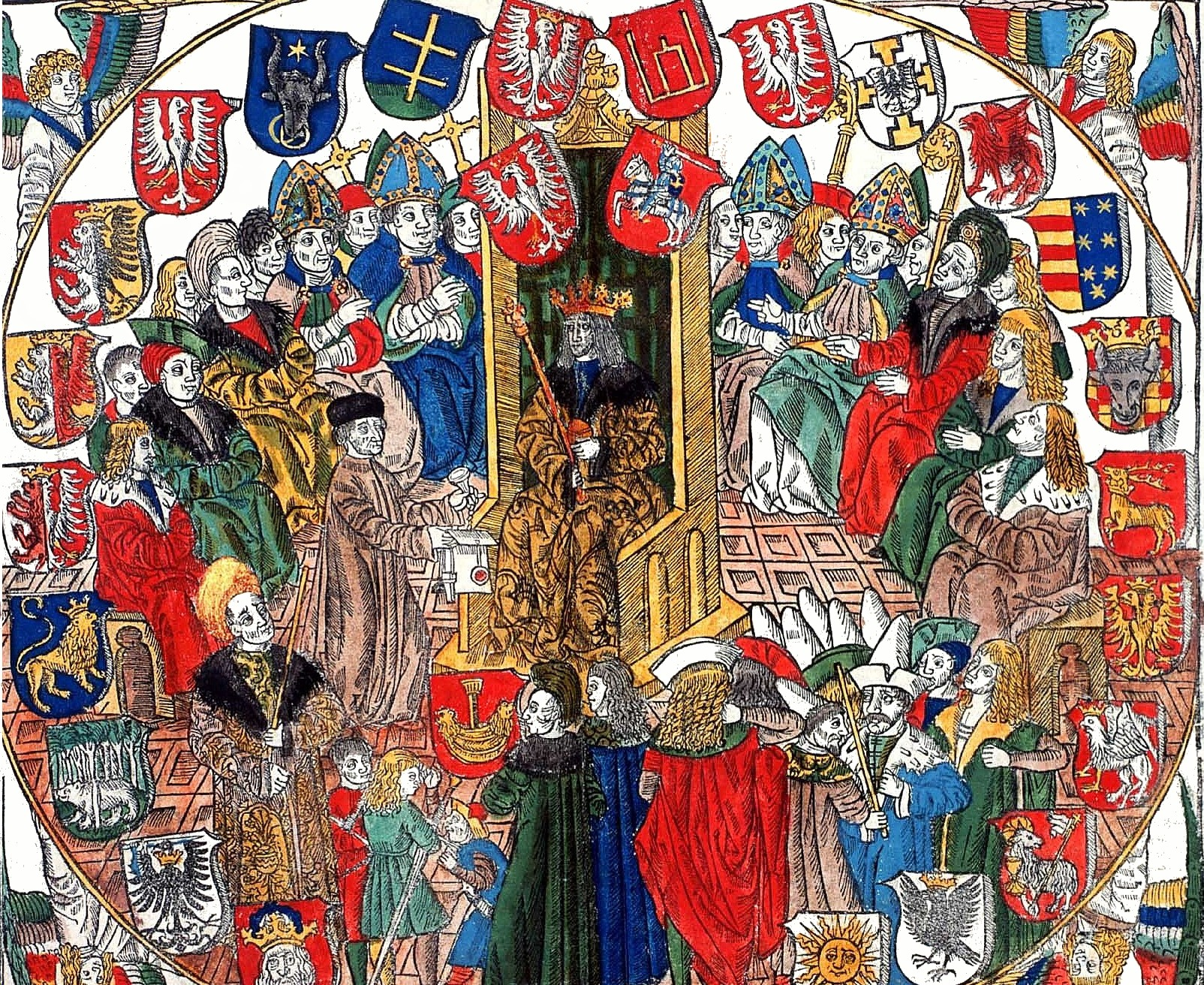
Листок з Ляських Статутів, що зображує польський Сенат у 1503

Сенат з'явився на початку XV століття як рада королівських радників (пол. Велика королівська рада). Тоді це була таємна рада, яка складалася з членів королівського кабінету та королівського двору, воєвод, префектів, каштелянів (всі вони призначалися королем) та католицьких єпископів. На початку Сенат не був частиною парламенту. Тільки в 1453 році з'явилася перша згадка двопалатного законодавчого органу, в якому землевласники були представлені в «Посольській ізбі». Тим не менш, тільки в 1493 році Сейм, який складався з Короля, Сенату та Посольської ізби, остаточно став постійним законодавчим органом.
У 1501 був виданий Мельницький привілей, за яким влада переходила в руки сенату. У 1505 Радомська конституція заборонила Королю приймати закони, крім малозначних, без згоди Сенату та Посольської ізби. У 1529 Сенат нарешті ухвалив рішення щодо власного складу: після приєднання Мазовії до Королівства Польщі, Сенат став складатися з римо-католицьких єпархіальних єпископів, губернаторів провінцій, малих і великих каштелянів, міністрів (підканцлера, віце-канцлерів, підскарбія та придворного маршала), всі з яких призначалися довічно королем. В 1537 році Сенат став найбільш важливим інститутом захисту прав і свобод землевласників. Однак це дуже не подобалось Королю Сигізмунду I Старому, який вважав, що Сенат стає занадто впливовим. В результаті в 1562-1569 втрачає свій вплив і переходить у підпорядкування Посольської ізби, з якою раніше був рівний.

### Річ Посполита
В 1569 році була підписана Люблінська унія. Сенат Великого князівства Литовського і Сенат Польського Королівства об'єднались у Сенат Речі Посполитої. На додаток до цього, сенатори від автономного Прусського герцогства, вотчини польського короля, були вперше включені в Сенат з моменту здобуття автономії в 1466 році. Після цих подій Сенат складався з 142 сенаторів, 15 єпископів, 35 воєвод, 31 великих каштелянів, 47 малих каштелянів і 14 міністрів.
В Сенаті тоді не було посади Маршала Сенату. Засідання Сенату проходили під головуванням короля, який був представлений «головним королівським маршалом», який був кимось на зразок прем'єр-міністра Королівства. Якщо він був вітсутній, то засіданням керував головний придворний маршал. Обидва вони були членами Сенату, і як всі сенатори, назначалися Королем довічно.

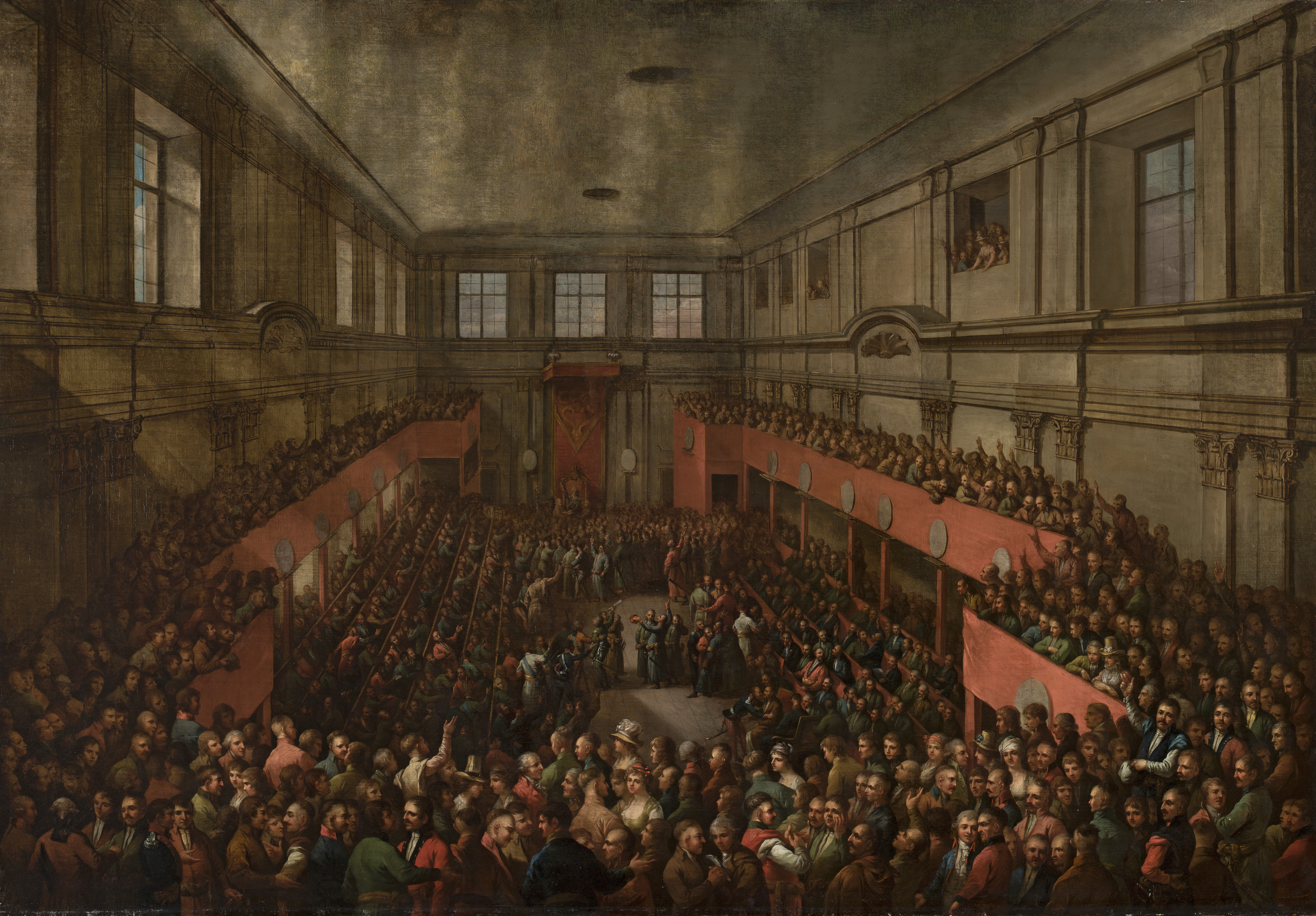
Сенат та Сейм голосують за Конституції 3 травня в Королівському замку в Варшаві

У 1573 році Генрихові артикули забороняють Королю приймати нові закони без згоди Сенату. Тепер Король повинен був проконсультуватися з Сенатом перед вступом в шлюб або наданням згоди на міждержавні союзи. Під час правління Сигізмунда III Вази, а потім його сина Владислава IV Вази роль Сенату зросла ще більше. Король правив за допомогою консультативного органу, у просторіччі відомого як «Маленький Сенат», який був складений з висококваліфікованих довірених сенаторів, лояльних до Короля.
Конституція 3 травня 1791 року запровадила парламент у сучасному вигляді: з нижньою палатою — Посольською Ізбою, та верхньою — Сенатом. Сенат, однак, втратив більшу частину своїх повноважень, в тому числі право законодавчої ініціативи. Також, сенатори повинні були бути затверджені місцевими законодавчими органами, відомими як «сеймики».
Сенат Речі Посполитої припинив своє існування в 1795 із Третім поділом Польщі. Після цього існував Сенат Варшавського герцогства (1807—1815) та Сенат Царства Польського (1815—1831), хоча їх влада була дуже незначною.

### 20 століття

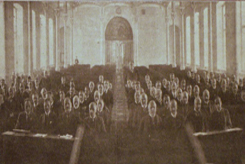
Перша сесія відновленого Сенату в 1922 році після 127-річної перерви

Конституція 1921 року відновила Сенат як верхню палату польського парламенту. Тепер парламент почали називати «Національними Зборами», а «Сеймом» стали називати нижню палату, а не весь парламент. Сенат тоді не мав права законодавчої ініціативи, а лише мав право накладати вето на закони прийняті Сеймом, право вимагати письмові пояснення політичних рішень від уряду та право брати участь у виборах Президента. Після Травневого перевороту Сенату перейшли більшість повноважень Сейму і Сенат став головним законодавчим органом. Сенат складався зі 111 сенаторів, які представляли тодішні польські провінції. Термін повноважень становив п'ять років. У міжвоєнний період було п'ять скликань парламенту.
За сфальсифікованими результатами Польського народного референдуму 1946, організованого комуністичним режимом, Сенат було ліквідовано. Після падіння комунізму в 1989 було з'ясовано, що тоді насправді 73 % висловились за збереження Сенату.
Сенат було відновлено у 1989. На перших після цього виборах рух «Солідарність» отримав у Сенаті 99 місць зі 100 (одне місце отримав позапартійний).

## Маршалки Сенату (після 1922)
Друга республіка:
- Войцех Тромпчінский (1922—1928)
- Владислав Рачкевич (1930—1935)
- Александер Пристор (1935—1938)

Третя республіка:
- Анджей Стельмаховский (1989—1991)
- Август Челковский (1991—1993)
- Адам Струзик (1993-97)
- Аліція Гжеськовяк (1997—2001)
- Лонгін Пастушак (2001—2005)
- Богдан Борусевич (2005—2015)
- Станіслав Карчевський (2015—2019)
- Томаш Гродзький (2019-2023)
- Малґожата Кідава-Блонська (з 13 листопада 2023)